# Régric
Frédéric Legrain (Seine-Saint-Denis, 14 juli 1967), beter bekend onder zijn pseudoniem Régric, is een Franse striptekenaar. Vanaf 2009 is hij een van de vaste tekenaars voor de reeks Lefranc, bedacht door Jacques Martin. In 2019 startte hij zijn eigen reeks Het rariteitenmuseum.

## Carrière
Régric tekende zijn eerste verhalen voor het tijdschrift Triolo, dat door Fleurus werd uitgebracht.
In 1994 ging hij werken in de animatie en werkte onder meer aan de tv-serie Lucky Luke.
In 1995 maakte Régric een pastiche van het laatste, nooit afgemaakte Kuifje-album Kuifje en de Alfa-kunst, net als Ramo Nash in 1988 en Yves Rodier in 1991.
In 2003 ging Régric samenwerken met het team van Jacques Martin. Hij verzorgde de illustraties in de eerste drie albums over de luchtvaart in de educatieve reeks De reizen van Lefranc. In 2019 tekende hij in deze reeks het album De verovering van de ruimte.
Vanaf 2009 was hij een van de tekenaars die albums voor de reeks Lefranc maakten. Hij tekende de albums Zwarte kerst (2009), De eeuwige shogun (2012), Het geheim van Stalin (2013), Cuba Libre (2014), De vogelman (2015), De chaostheorie (2018) en Het losgeld (2020).
In 2019 begon Régric met het album Het heiligdom der Titanen een eigen reeks getiteld Het rariteitenmuseum.